# Difuminado
Difuminado es una película de 2014 escrita y dirigida por Pere Koniec. Es un mediometraje y se estrenó en el Festival de Cine de Sitges en octubre de 2014.

## Sinopsis
Existe un abuelo con un pasado oscuro. Existe un viaje y un sobre con dinero. Existe la posibilidad de ordenar unos recuerdos llenos de coches clásicos, mujeres bellas y excesos de juventud.

## Reparto
- Pere Garcia Leyes como Dosantos abuelo.
- Albert Ortiz como Dosantos joven.
- Arlin Sagués como Lourdes joven.
- M. Dolors Villadelprat como Lourdes abuela.
- Aina Clotet como Valentina.
- Dolo Beltrán como Rea.
- Lluís Marco como Ravel.
- Carmen Serret como Mara.
- Agustí Villaronga como Observador del túnel.
- Juan Carlos Olaria como Leandro
- Javier Pérez Andújar como Bookcrossing Man.
- Josep Maria Beà como Testigo en el puente.
- Sergi Puertas como Adrian el escritor.
- Joan Ripollès Iranzo como Bruno el dibujante.
- Isidre Monés como Benjumea.
- Nathalie Le Gosles como Lamu.

## Producción
El reparto incluye apariciones de artistas de diferentes disciplinas que interpretan un personaje o un cameo. Los ilustradores Manuel Morales Espinosa, Marcos Prior, Raquel Garcia Ulldemolins, Clara-Tanit Arqué, Isidre Monés y Josep Maria Beà, los escritores Sergi Puertas, Joan Ripollès Iranzo, Javier Pérez Andújar y los directores de cine Agustí Villaronga y Juan Carlos Olaria. Completan el reparto Carmen Serret, Lluís Marco, Dolo Beltrán y Aina Clotet.
Durante un flashback aparece el ilustrador Isidre Monés sentado en una silla en un bosque dibujando una chica con reminiscencia al cómic Esther y su mundo de Purita Campos. La escena se filmó en las afueras de Esparraguera.
El director de cine Agustí Villaronga aparece al inicio del film, en un pequeño prólogo en la que no se atreve a entrar en un túnel subterráneo. El director de cine de serie b Juan Carlos Olaria aparece en una secuencia con  la actriz Estefanía Gutiérrez.

"Uno de los principales placeres de rodar Difuminado (2014) fue poder contar con una multitud de artistas que irradiaron el proyecto de buena energía. El director Agustí Villaronga aparecía en Perros Callejeros (1979) o Petit Indi (2009) y en nuestra cinta nos regala un mini-prólogo como declaración de principios. Juan Carlos Olaria, que en los 70 facturó la hoy de culto El hombre perseguido por un ovni (1976), protagoniza un emotivo encuentro con una joven.

La actriz y cantante Dolo Beltrán aparece en dos escenas interpretando a Rea, una chica con problemas de conciencia. Las escenas de filmaron en el Parque Marianao de San Baudilio de Llobregat.
El personaje de Javier Pérez Andújar esconde unos libros en un árbol de un parque rodado en el Parque de la Ciudadela de Barcelona. El personaje de Pere Garcia Leyes encuentra los libros y escoge El libro de mis amigos (1976) de Henry Miller para evocar su propio pasado. 
Algunos personajes de la película aparecen leyendo varios cómics de Valentina de Guido Crepax, la Trilogía Nikopol de Enki Bilal y Ranxerox de Tanino Liberatore.

## Vehículos

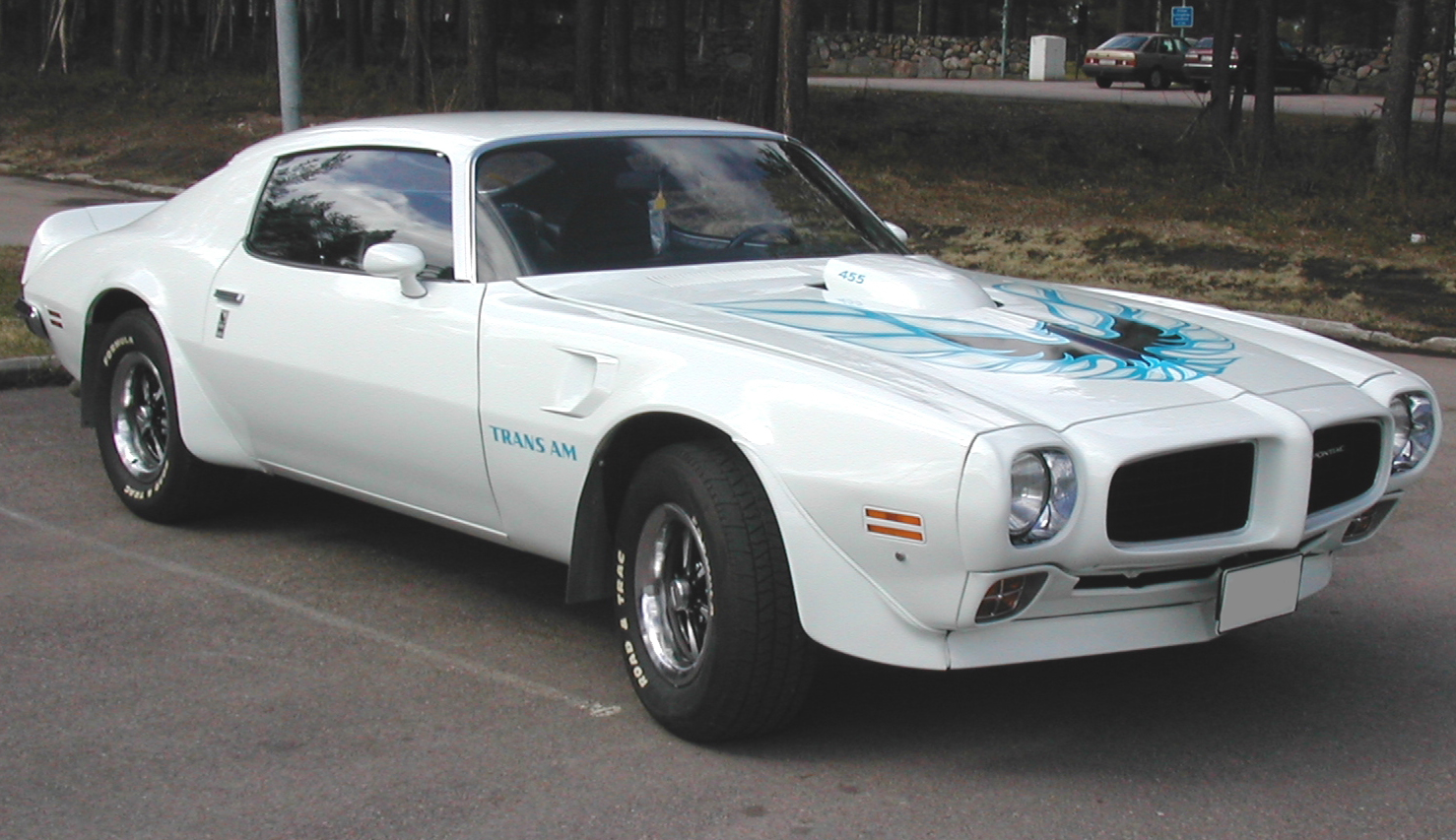
Pontiac Firebird Trans Am de 1973 (Modelo utilizado en Difuminado)

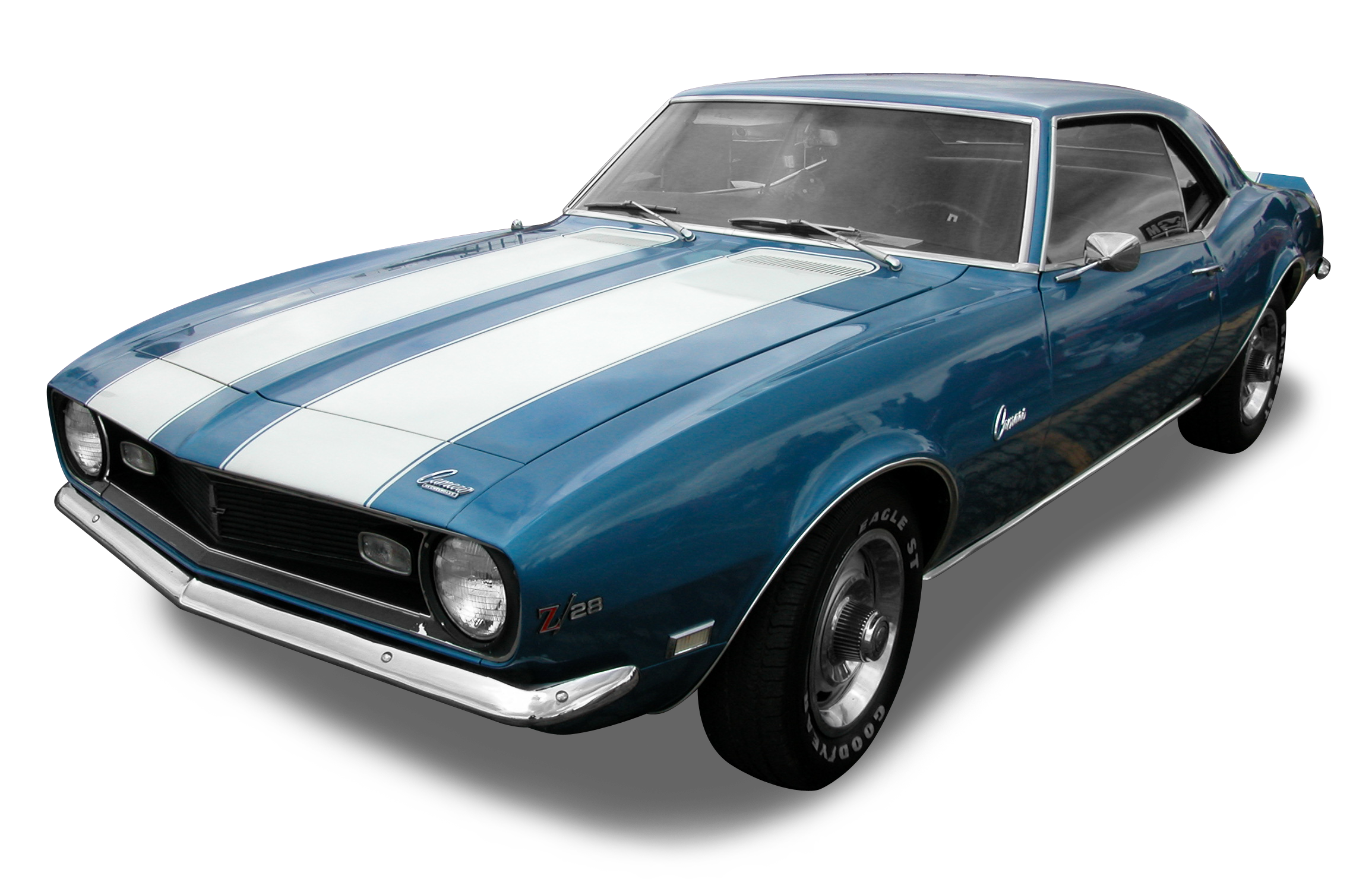
Chevrolet Camaro SS de 1968 (Modelo utilizado en Difuminado)

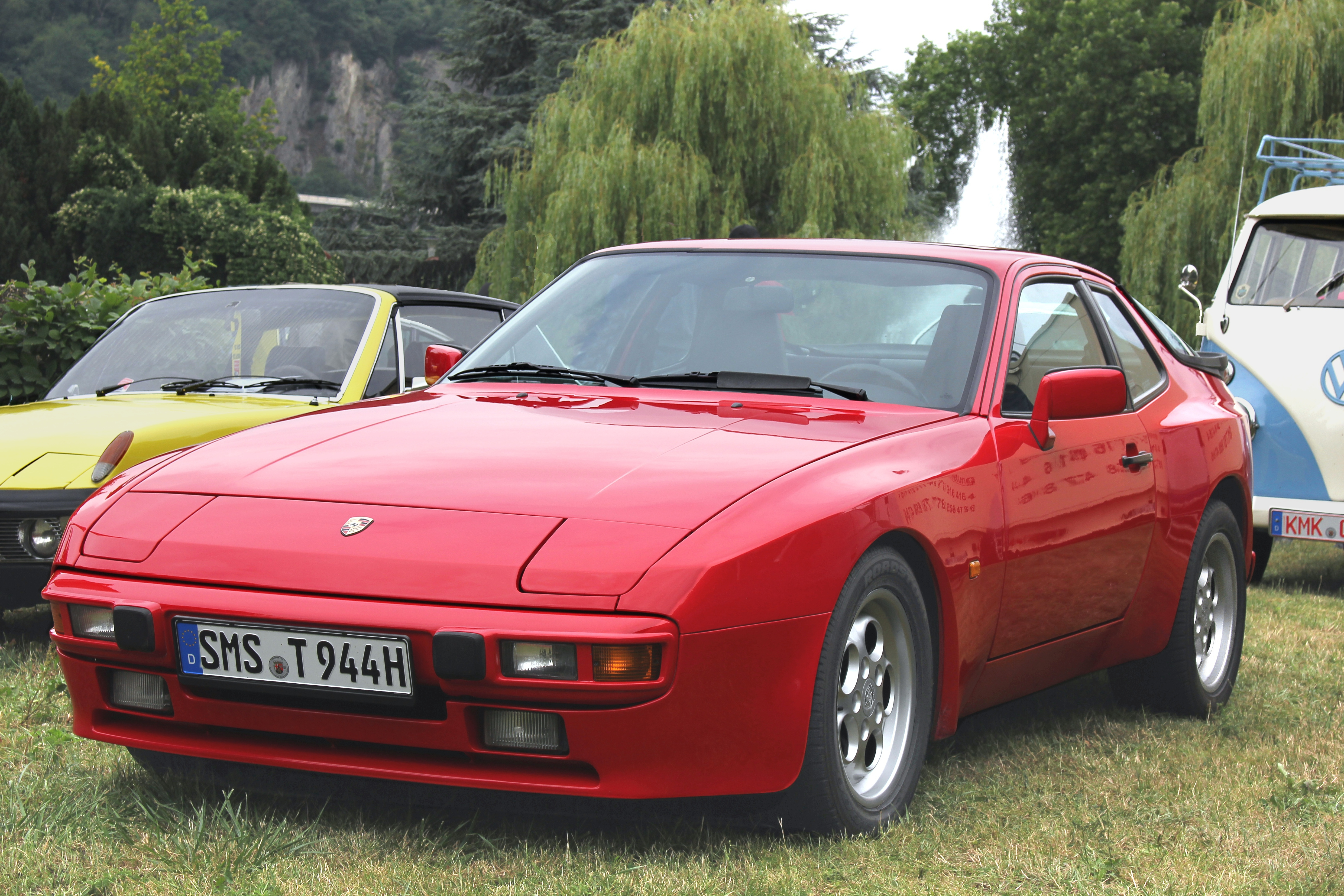
Porsche 944 Turbo de 1987 (Modelo utilizado en Difuminado)

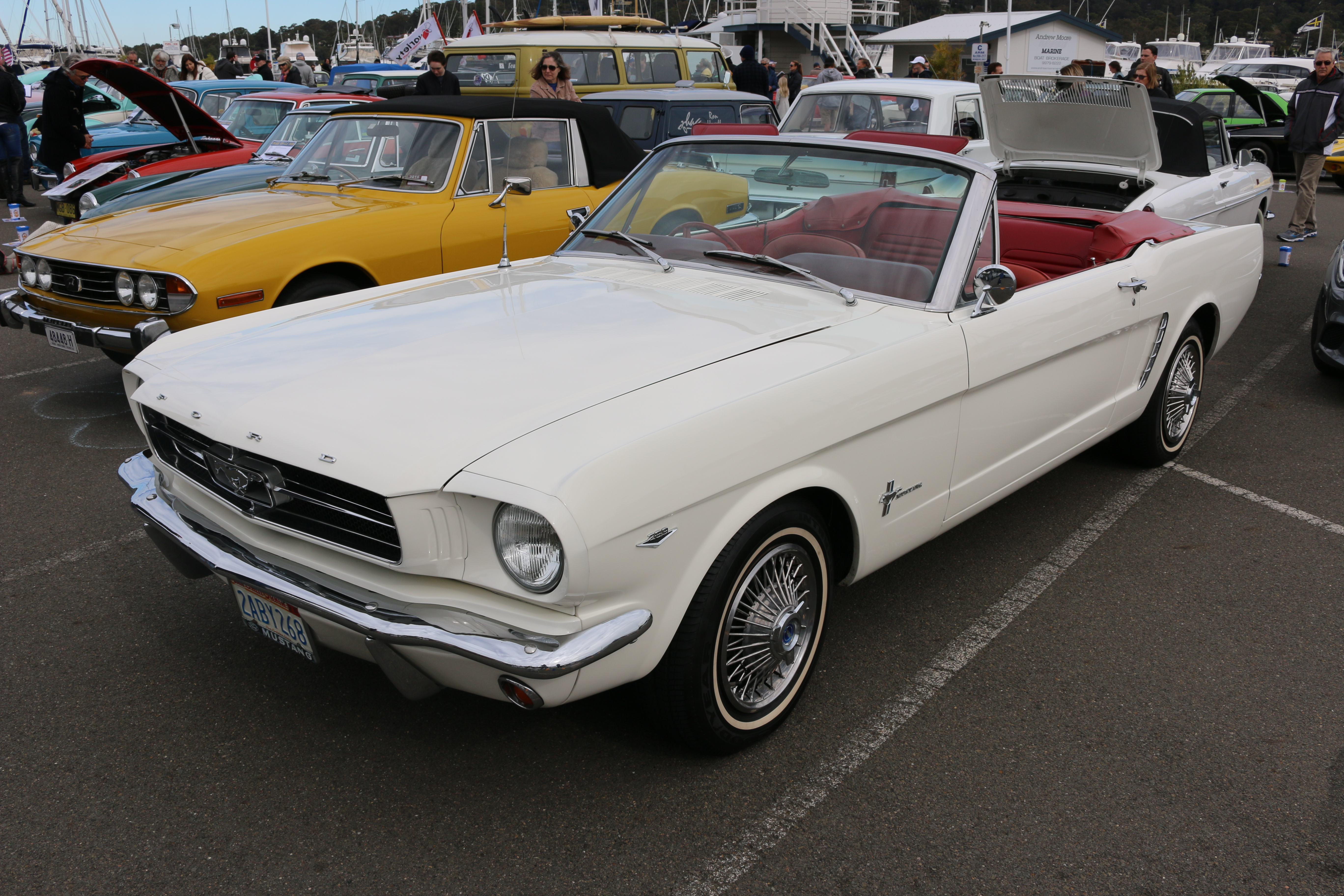
Ford Mustang de 1965 (Modelo utilizado en Difuminado)

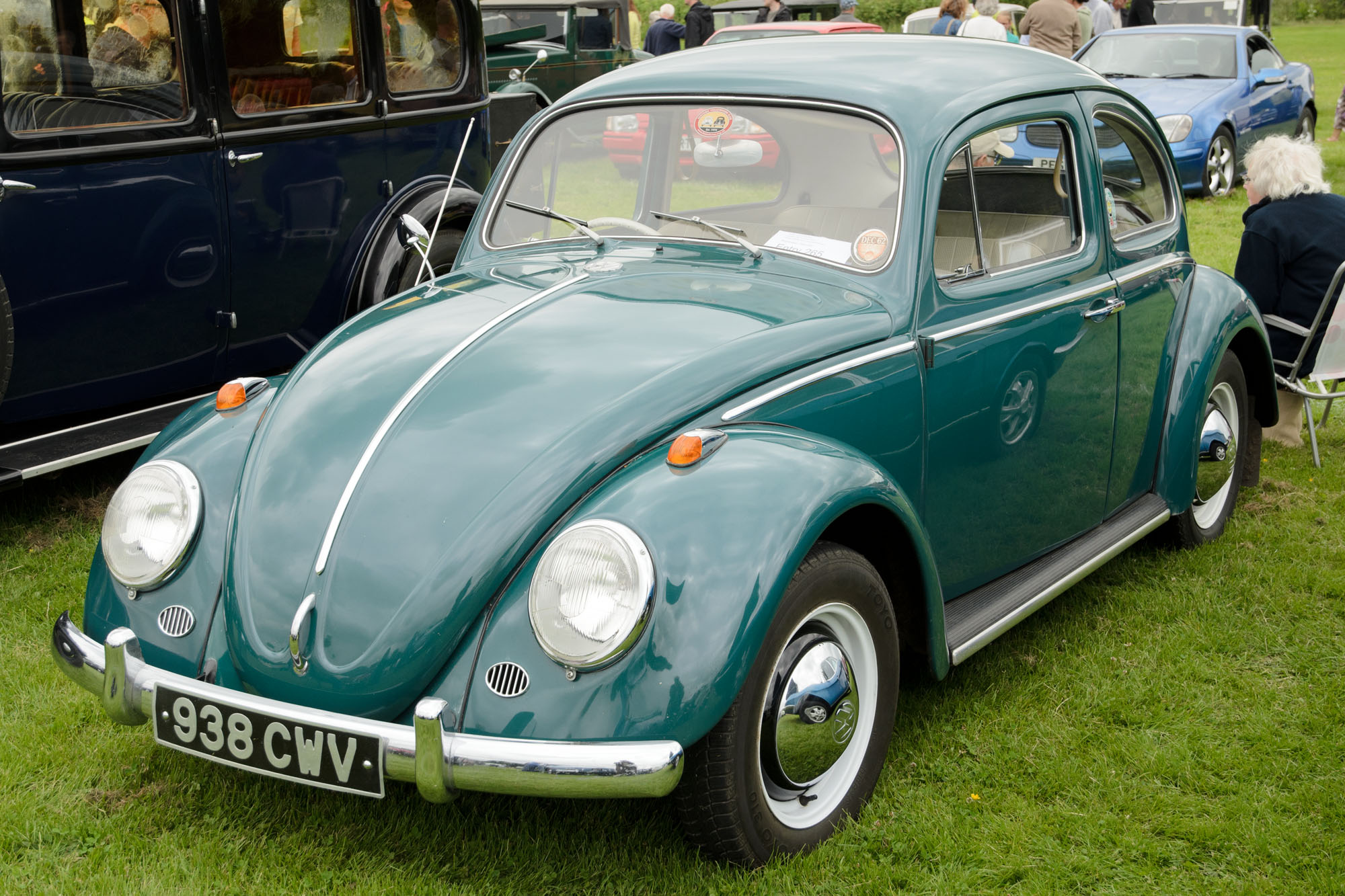
Volkswagen 1200 de 1963 (Modelo utilizado en Difuminado)

Automóviles que aparecen en la película.
- Pontiac Firebird Trans Am (1973)
- Pontiac Firebird Trans Am (1986)
- Chevrolet Camaro (1968)
- Chevrolet Corvette Sting Ray (1965)
- Ford Mustang (1965)
- Ford Mustang (1967)
- Simca1000 (1966)
- Porsche 944 Turbo (1987)
- Volkswagen Tipo 1 1200 (1963)

## Edición DVD
En enero de 2017, la distribuidora de cine Vial of Delicatessens editó la película en DVD. La edición incluía como extra Policromía (2010), el anterior mediometraje de Pere Koniec.

"Un intrincado laberinto de pasiones con el fetichismo automovilistico y la mitomanía comiquera y cinéfila como ingredientes principales de su fórmula secreta". (Jordi Costa)

"Experimental, atrevida y única. Así es Difuminado, la personalísima película escrita y dirigida por Pere Koniec que, entre homenajes al cine negro y trufando su metraje de elegante delirio, propone una de las producciones independientes más inclasificables de los últimos tiempos" (Canino Magazine)